# Message (北原愛子のアルバム)
『Message』（メッセージ）は、北原愛子の2ndアルバム。

## 解説
本人曰く「それぞれの収録曲を色に例えた」とのこと。

## 批評
CDジャーナルは「ラテン・フレイヴァーをたっぷりふりかけたダンサブルな曲を、ちょっと背伸びしてせつなく歌う声がポイント」と評した。

## 収録曲
全作詞：北原愛子
1. 思い出にスクワレテモ -album mix-
  - 作曲：三好誠／編曲：池田大介
  - イメージカラー：淡い紫、ふじ色[1]
2. DA DA DA
  - 作曲・編曲：徳永暁人
  - イメージカラー：オレンジ[1]
3. Message
  - 作曲：小松未歩／編曲：豆田将
  - イメージカラー：深海の色[1]
4. 冬うらら
  - 作曲：大野愛果／編曲：葉山たけし
  - イメージカラー：白[1]
5. いつも
  - 作曲：間島和伸／編曲：徳永暁人
  - 「思い出にスクワレテモ」のカップリング曲。
  - イメージカラー：黄色[1]
6. 運命だとか奇跡だとか信じたい気分
  - 作曲・編曲：小澤正澄
  - イメージカラー：淡いピンク[1]
7. 戻れないあの日
  - 作曲・編曲：徳永暁人
  - 「DA DA DA」のカップリング曲。
  - イメージカラー：アイボリー[1]
8. Break down
  - 作曲：間島和伸／編曲：小澤正澄
  - イメージカラー：透明だけど透明過ぎない[1]
9. Love is blind?!
  - 作曲：川島だりあ／編曲：豆田将
  - イメージカラー：ショッキングピンク[1]
10. 君の笑顔が好きだから
  - 作曲：間島和伸／編曲：小澤正澄
  - イメージカラー：黄緑[1]
11. あの頃の君でいて
  - 作曲・編曲：小澤正澄
  - イメージカラー：セピア[1]
12. Hands up!!
  - 作曲：寺尾広／編曲：古井弘人
  - イメージカラー：クラブカラー[1]

## タイアップ
- 読売テレビ「プロの動脈。」エンディングテーマ(#1)
- TBS系「サンデージャポン」エンディングテーマ(#2)
- 日本テレビ系「世界!超マネー研究所」エンディングテーマ(#3)
- TBS系「8時です!みんなのモンダイ」エンディングテーマ(#4)